# Otto notti di follie
Otto notti di follie (Eight Crazy Nights) è un film d'animazione per adulti del 2002.

## Trama
La storia si svolge in una piccola cittadina americana chiamata Dukesberry durante la festa di Natale e la festa ebraica di Hannukkah. Davey Stone, un forte bevitore e piantagrane di trentatré anni ebreo e con una lunga storia di reati minori, annuncia che non mangerà latkes né prenderà parte ad altre tradizioni natalizie ma, come sempre, berrà alcolici in grandi quantità. Dopo aver lasciato un ristorante cinese senza pagare e aver distrutto le sculture di ghiaccio di una menorah e Babbo Natale, Davey viene arrestato.
Al suo processo, Davey sta per essere condannato a dieci anni di carcere, quando all'improvviso interviene Whitey Duval, l'ex allenatore di basket di Davey. Whitey è un vecchietto piuttosto strano e basso, che soffre di frequenti convulsioni, vive in parte in un mondo di fantasia e da trent'anni desidera ardentemente vincere il Dukesberry All-Star Patch, assegnato ogni cinque anni per i contributi alla società locale. Whitey afferma al giudice di poter convincere Davey a cambiare il suo comportamento e trasformarlo quindi in una persona migliore. Così Davey viene rilasciato sotto la custodia di Whitey e gli viene ordinato di lavorare come arbitro tirocinante nella lega di basket per bambini. Tuttavia gli viene detto che sarà mandato in prigione per dieci anni se beve o commette un crimine durante il periodo del suo servizio alla comunità.
Davey accompagna Whitey durante il suo lavoro da arbitro e mentre fa lavoretti in giro per la città. Nonostante Whitey stia cercando di aiutarlo, Davey coglie ogni opportunità per umiliarlo e aggredirlo fisicamente e verbalmente e causare disagi generali. Whitey porta Davey nel suo posto preferito, il centro commerciale, un edificio con cui parla spesso. Al centro commerciale, Davey si riunisce con la sua fidanzata d'infanzia, Jennifer Friedman, che ora lavora lì, e ha un  figlio di nome Benjamin. Whitey ricorda a Davey che ha perso la sua opportunità con Jennifer vent'anni prima, ma Davey crede di avere la possibilità di stare di nuovo con lei.
Più tardi la roulotte in cui vive Davey viene incendiata e ha solo il tempo di salvare il suo bene più prezioso, una carta di Hanukkah non aperta che i suoi defunti genitori gli hanno inviato vent'anni prima, prima che l'incendio distrugga completamente la roulotte. Non avendo nessun altro posto dove andare, Davey va a vivere con Whitey Duval e la sua gemella calva e diabetica Eleanor e scopre che ci sono molte regole che deve seguire  e rispettare a casa dei Duval. Sebbene all'inizio trovi le regole fastidiose, Davey inizia a seguirle dando così una svolta alla sua vita.
La vita di Davey sembra andare al meglio fino a quando Whitey racconta a Eleanor la storia di come, vent'anni prima, Davey e la sua squadra di altri bambini ebrei hanno vinto una partita di basket durante Hanukkah, ma in seguito Davey è stato informato dalla polizia che entrambi i suoi genitori erano morti in un incidente d'auto mentre stavano andando al campo dove Davey stava giocando. Eleanor si rende conto che l'evento ha causato la discesa di Davey nell'alcolismo e nella sua vita travagliata e si sente dispiaciuta per lui. Tuttavia, Davey non vuole la sua simpatia e si arrabbia con Whitey per aver raccontato la storia e lo insulta pesantemente. Whitey dice a Davey che ha perso il diritto di vivere nella sua casa.
Davey trascorre il resto della giornata a bere fino ad ubriacarsi. Di notte, irrompe nel centro commerciale, con l'intenzione di parlare con Jennifer, nonostante lei non sia presente. Davey inizia poi ad avere le allucinazioni con i loghi dei vari negozi del centro commerciale che prendono vita e dicono a Davey che i suoi problemi sono dovuti al fatto che non si è mai adeguatamente addolorato per i suoi genitori. Davey è finalmente costretto a leggere la carta di Hanukkah dei suoi genitori che aveva lasciato chiusa per vent'anni. Davey legge un messaggio di sua madre e suo padre che lo chiama un "figlio meraviglioso". Alla fine crolla e piange.
La polizia arriva al centro commerciale ma Davey sfugge all'arresto e si imbarca su un autobus per New York. Quando una virata fa scoppiare tutte e otto le gomme dell'autobus, a Davey viene in mente la storia di Hanukkah, in cui olio per lampade sufficiente per un giorno è durato otto giorni. Decide di rischiare l'arresto, tornare a Dukesberry e tentare di riconciliarsi con Whitey.
Quella notte si tiene l'annuale banchetto All-Star della città. Whitey ancora una volta non riesce a vincere l'All-Star Patch e se ne va sconsolato, per parlare con il centro commerciale. A quel punto Davey arriva al banchetto e comunica alle persone che non è preoccupato per l'arresto, ma dice alla gente della città che hanno maltrattato Whitey per anni e che si merita di meglio. Pentendosi del loro comportamento gli abitanti della città seguono Whitey al centro commerciale, gli viene presentata la toppa All-Star di quell'anno e anche tutte le toppe degli anni precedenti. Sebbene abbia un altro attacco, Whitey afferma di essere estremamente felice per questo e viene suggerito che inizierà una relazione tra Davey e Jennifer.

## Accoglienza
Il film ha ricevuto durante l'edizione dei Razzie Awards 2002 due candidature: una per il peggior attore protagonista (Adam Sandler) e una per il più flatulento film per adolescenti.

## Riconoscimenti
- Kids' Choice Awards 2003: voce preferita in un film d'animazione (Adam Sandler)